# Dicentrarchus
Dicentrarchus este un gen de bibani din zone temperate originari din estul Oceanului Atlantic și Marea Mediterană.

## Specii
În prezent, cele două specii din acest gen sunt:
| Imagine | Denumirea științifică                 | Nume Comun               | Distribuție |
| ------- | ------------------------------------- | ------------------------ | --- |
|         | Dicentrarchus labrax (Linnaeus, 1758) | Bibanul de mare european | estul Oceanului Atlantic (din Norvegia până în Senegal), Marea Mediterană și Marea Neagră                                     |
|         | Dicentrarchus punctatus (Bloch, 1792) | Bibanul de mare pătat    | coasta de est a Oceanului Atlantic, de la Canalul Mânecii până în Insulele Canare și Senegal, precum și prin Marea Mediterană |